# 王喜斌
王喜斌（1948年2月—），黑龙江宁安人。中国人民解放军上将。

## 生平
中国人民解放军装甲兵学院军事指挥专业毕业。1966年1月参加中国人民解放军。曾任中国人民解放军某军坦克团一营营长、团长，陆军第三十八集团军司令部参谋长、集团军党委常委。1998年8月，任中国人民解放军陆军第二十七集团军军长、集团军党委副书记。2005年12月，任北京军区参谋长、军区党委常委。2007年9月，任中国人民解放军国防大学校长、校党委副书记。
2007年7月，晋升为中将军衔。2010年7月，晋升为上将军衔。
2013年7月到龄退役。王喜斌喜爱书法，2015年曾参加由中国军事文化研究会与中国人民革命军事博物馆主办的上将书画作品展。
王喜斌是中共第十七届中央委员，第十届全国人大代表。2013年3月，当选第十二届全国人大常委会委员，被任命为全国人大教育科学文化卫生委员会委员、全国人大常委会代表资格审查委员会委员。
2017年2月因涉嫌职务犯罪，其第十二届全国人民代表大会代表职务终止。他是中共十八大以来第五位落马的解放军上将（含退役），也是第三位涉嫌职务犯罪的正大军区级将领。

## 著作
在国防大学任职期间，王喜斌曾发表多部专著，包括《从这里走向战场》《铸将红山口》《砺剑恒山岳》等。
《从这里走向战场》一书主要论述军队现代化进程中高层次军事人才的作用，该书发表于2013年4月，序言系中共中央军委、国家中央军委原副主席徐才厚撰写。